# کینزبورگ، نیوجرسی
کینزبورگ (به انگلیسی: Keansburg) شهری در ایالت نیوجرسی کشور ایالات متحده آمریکا است که جمعیت آن در سرشماری سال ۲۰۱۰ میلادی، ۱۰٬۱۰۵ نفر بوده‌است.